# Геннадий (Стандзиос)
Митрополи́т Генна́дий (греч. Μητροπολίτης Γεννάδιος, в миру Стилиано́с Ста́ндзиос, греч. Στυλιανός Στάντζιος; 27 января 1969, Эсслинген-на-Неккаре, Федеративная Республика Германия) — епископ Алексадрийской Православной Церкви, митрополит Ливийский.

## Биография
Обучался богословию на богословском факультете Фессалоникийского Аристотелева университета.
29 мая 1986 году митрополитом Ланкадаским Спиридоном (Трантеллисом) был пострижен в монашество с именем Геннадий. Провёл четыре года в Троицком монастыре в Пенде Врисес.
В 1990 году был рукоположен во иеродиакона, а в 1996 году — во иеромонаха с возведением в достоинство архимандрита митрополитом Филиппийским Прокопием. Прослужил 12 лет в Филиппийской митрополии на разнообразных ключевых постах, таких как архидиакон, секретарь и проповедник, священник кафедрального собора святого Павла, заведующий молодёжными программами.
Затем служил настоятелем прихода в селе Никисиани городского округа Пангайо. Был переведён из Елевферопольской митрополии в Буэнос-Айресскую митрополию Константинопольского Патриархата, в Аргентину, где окормлял две греческие общины.
В 2004 году, по приглашению Александрийского патриарха Петра VII, прибыл на служение в Порт-Элизабэт и вошёл в состав Кейптаунской митрополии. После прибытия в Александрию был назначен в Патриаршую Канцелярию.
После трагической гибели 11 сентября 2004 года делегации Александрийской православной церкви во главе с Патриархом Петром VII временно исполнял обязанности секретаря Священного Синода Александрийской Православной Церкви.
27 октября того же года на первом после избрании в патриархи Феодора II заседании Синода был назначен генеральным секретарём Синода и настоятелем исторического Благовещенского кафедрального собора Александрии.
1 ноября 2006 года был избран титулярным епископом Нилопольским с оставлением в должности генерального секретаря Священного Синода.
26 ноября того же года в Александрийском Благовещенском соборе состоялась его епископская хиротония, которую совершили: Патриарх Александрийский Феодор II, митрополит Иринопольский Димитрий (Захаренгас), митрополит Аркалохорский Андрей (Нанакис) (Константинопольская православная церковь), епископ Колвезский Мелетий (Григориатис), епископ Мареотидский Гавриил (Рафтопулос), епископ Канопский Спиридон (Милиотис).
В 2008—2010 годах обучался в Папском университете Урбаниана в Риме, по программам миссионерства, экуменического диалога, и внедрения гуманитарных программ в Церкви.
7 октября 2010 года был избран первым православным епископом Ботсванским.
2 июня 2012 года Патриарх Феодор II совершил интронизацию епископа Геннадия в кафедральном соборе Честного Креста в Габороне.
После получения титулярной Нилопольской епархией статуса действующей митрополии, 23 ноября 2013 года был избран её митрополитом.
17 ноября 2016 года назначен митрополитом Ботсванским.
15 февраля 2024 года решением Священного Синода Александрийской православной назначен митрополитом Ливийским с сохранением должности представителя при Святом Престоле.
Кроме родного греческого владеет английским, итальянским и арабским языками.

## Награды
- Большой крест Ордена Орла Грузии и хитона Господа нашего Иисуса Христа (2011, Грузинский Царский Дом)[12]
- Золотая медаль (2011, Митрополия Принцевых островов Константинопольского Патриархата)
- Медаль за гуманитарные заслуги 1-й степени Австрийского общества Альберта Швейцера (2011 год)
- Орден святой Анны 2 степени (21.02./6.03.2013, «Российский Императорский Дом»)[13]